# Jules Onana
Jules Denis Onana (ur. 12 listopada 1964 w Jaunde) – kameruński piłkarz, występował na pozycji środkowego obrońcy.

## Życiorys
Występował w rodzimych, Hirondelles Makak, Tonnerre Jaunde, Soleil Jaunde, Dragon Jaunde, Santosie Jaunde, Canonie Jaunde i Aigle Nkongsamba, francuskim Blagnac FC i indonezyjskich Persma Manado, Persis Solo i Pelita Krakatau Steel.
Ma za sobą udział w Mistrzostwach Świata 1990. Rozegrał tam trzy mecze, pierwszy z Rumunią (został ukarany żółtą kartką w 20 minucie), drugi z ZSRR, a trzeci z Kolumbią (żółta kartka w dogrywce, w 117 minucie). Wraz ze swoim rodakiem, Rogerem Millą został wybrany do najlepszej jedenastki turnieju.
Jego bratem jest Elie, który grał na Mistrzostwach Świata 1982.
Jules Onana po zakończeniu kariery został agentem piłkarskim.